# Anatemnus angustus
Anatemnus angustus es una especie de arácnido del orden Pseudoscorpionida de la familia Atemnidae.

## Distribución geográfica
Se encuentra en Bután, Vietnam y Malasia.